# کریستین میتن
کریستین میتن (انگلیسی: Cristian Mutton؛ زادهٔ ۶ ژانویهٔ ۱۹۹۹) بازیکن فوتبال است.